# Književnik (časopis)
Književnik ili Časopis za jezik i poviest hrvatsku i srbsku, i prirodne znanosti jest časopis koji je izlazio U Zagrebu od 1864. do 1866. Pokrenut je uz potporu Matice hrvatske, a među urednicima bili su Franjo Rački i Vatroslav Jagić. To je prvi hrvatski časopis općeg zanja, ali je u fokusu najprije bilo rasprava o hrvatskom jeziku i književnosti. Nakon osnivanja, Hrvatska akademija znanosti i umjetnosti preuzela je izdavanje časopisa pod imenom Rad HAZU.